# Quasi Total
Quasi Total – debiutancki solowy album polskiego pianisty jazzowego Włodka Pawlika.
Nagrania na płytę powstawały od stycznia do października 1987. LP został wydany w 1987 przez wydawnictwo PolJazz.

## Muzycy
- Włodzimierz Pawlik – fortepian

## Lista utworów
Strona A
| 1. | „One Minute” (W. Pawlik)                                    | 1:19  |
|    |                                                             |       |
| 2. | „Quasi Total” (W. Pawlik)                                   | 5:22  |
|    |                                                             |       |
| 3. | „Like Someone in Love” (Jimmy Van Heusen, sł. Johnny Burke) | 3:13  |
|    |                                                             |       |
| 4. | „Lush Life” (Billy Strayhorn)                               | 6:12  |
|    |                                                             |       |
| 5. | „Moment Notice” (John Coltrane)                             | 2:41  |
|    |                                                             |       |
|    |                                                             | 18:47 |
|    |                                                             |       |
Strona B
| 6. | „Tribute to Monk” (W. Pawlik) | 4:43  |
|    |                               |       |
| 7. | „Kaddish” (W. Pawlik)         | 4:48  |
|    |                               |       |
| 8. | „Triller” (W. Pawlik)         | 8:20  |
|    |                               |       |
| 9. | „Ragtime” (W. Pawlik)         | 3:38  |
|    |                               |       |
|    |                               | 21:29 |
|    |                               |       |

## Informacje uzupełniające
- Realizacja nagrań – Leszek Kamiński, Mikołaj Wierusz
- Projekt graficzny okładki – Maciej Buszewicz, Lech Majewski